# علي صبري (كاتب)
علي صبري كاتب دراما عراقي، بدأ أعماله بكتابة القصص القصيرة، ثم كتب للفرقة القومية ولمسرح معهد الفنون الجميلة في البصرة، ثم توجّه إلى بغداد ومن المسرح دخل إلى كتابة المسلسلات معجباً بصباح عطوان الذي قال فيه «علي صبري باق في ضمير ارشيفنا الوجداني..رغم الداء والاعداء..فحسبه ماكتب.رهافة وحس..ووعي متفاعل مع الظاهرة».

## أعماله

### مسرحيات
- العاشق سنة 1985، في البصرة
- الديدان سنة 1986، في البصرة
- الخفافيش، بغداد
- كيف تصبح مليونيرا، 1992، بغداد
- فرسان بني شرف، 1993، بغداد

### مسلسلات
- خيوط من الماضي، 1991، أول مسلسل له
- عش الازواج، 1994
- الواهمون (1995)، قال فيه علي صبري «اعتز بهذا العمل لكونه يحمل ملامح علي صبري في الأسلوب والمعالجة والبناء».
- عربة الخوف
- الأشرعة
- الفراشات
- فاتنة بغداد
- مناوي باشا، ذات 3 أجزاء، مسلسل عن التاريخ العراقي المعاصر، أثار جدلاً وقضايا محاكم[3]
- داخل حسن
- سلطان وأميرة، 2021[4]

### تمثيليات
- البيانو، 1988
- كان حلماً، 1989
- من يدفع الثمن، 1990
- شروق في بيتي

### برامج
- الصحة للجميع، وهو حوارات بين اثنين
- إليك
- إلى من يهمه الأمر

### مسلسلات إذاعية
- اليد والأرض والماء
- الاميرة
- الفراشات

### أفلام
- الملاك المحاصر
- العقرب

## جوائزه
- جائزة الدولة للإبداع عام 2000
- جائزة مهرجان بغداد التلفزيوني لأفضل كاتب سيناريو عام 2001
- جائزة إذاعة بغداد السنوية كأفضل كاتب سيناريو عام 2001
- جائزة دار القصة العراقية كأفضل كاتب سيناريو لعام 2001

## كاتب السناريو
في شهر نيسان سنة 2015، سُئل علي صبري عن السيناريوات العراقية الحديثة فقال «كاتب السيناريو أو الشاعر أو كاتب القصة ينبغي أن تكون له قضية يؤمن بها ويتبناها وبالتالي يؤطر بها منجزه الفكري والأدبي والفني، لكن للأسف أغلب كتاباتنا اليوم هم بلا قضية ويميلون مع كل مائل، شبهتهم يوما» بالعرضحالجية «الذين يكتبون ما يملى عليهم وبالتالي أصبحوا كالسائل الذي يأخذ شكل الإناء.». وفي شهر حزيران سنة 2018، قال «ما يعرض على شاشات القنوات الفضائية العراقية، هو اذلال حقيقي وواضح للفنان العراقي، واستهانة واستخفاف بتاريخ الفنان، والفن في العراق عموماً».